# Kensington (gruppo musicale)
I Kensington sono un gruppo musicale indie rock neerlandese.
Fondati a Utrecht nel 2005, esordiscono con gli EP Kensington (2006) e Youth (2008), a cui segue il primo album Borders (2010). I successivi Vultures (2012), il primo pubblicato dalla Universal e Rivals (2014), svettano le classifiche olandesi.
Il loro stile si avvicina a quello di Kings of Leon, Imagine Dragons e U2.

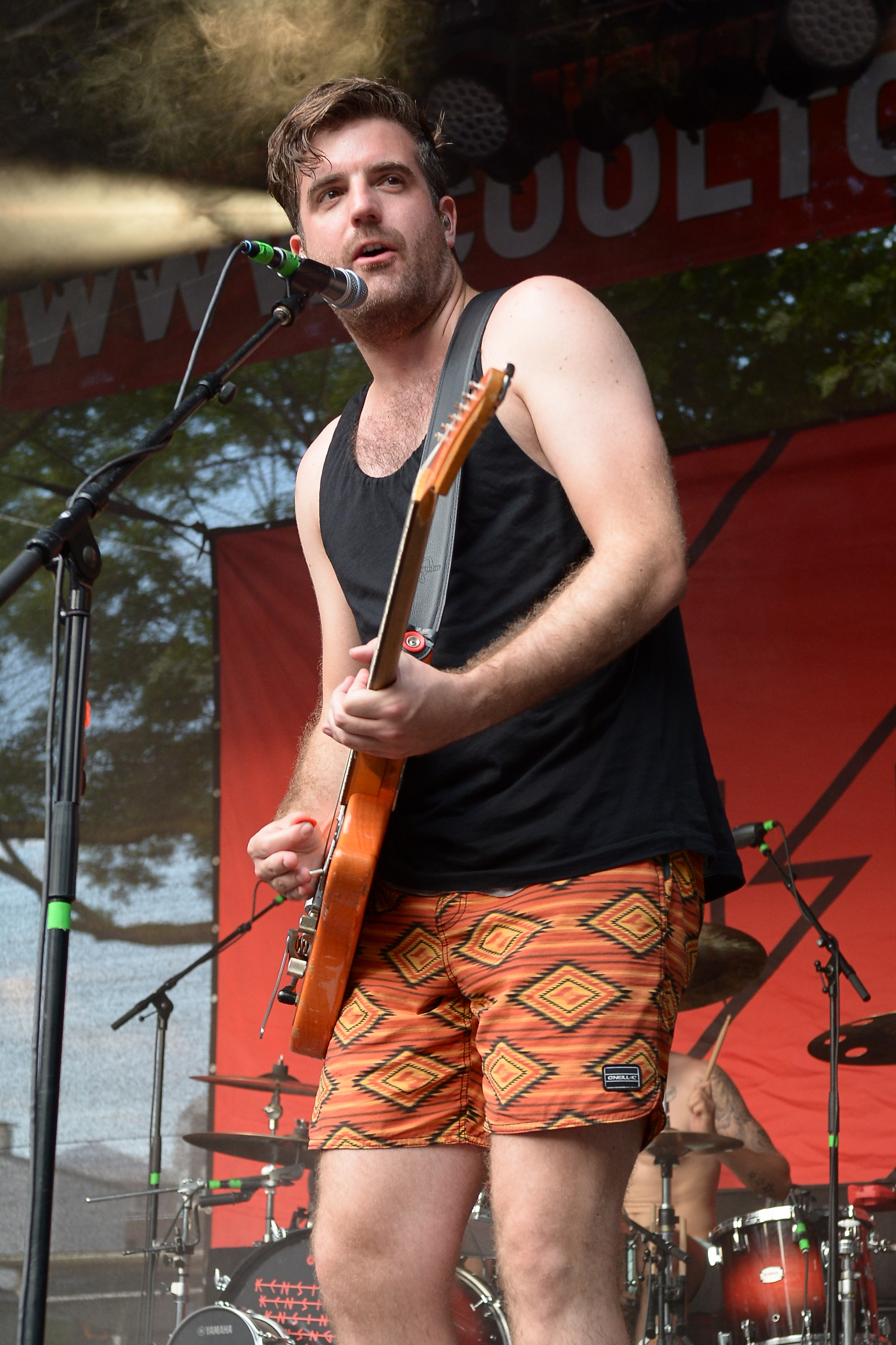
Casper Starreveld
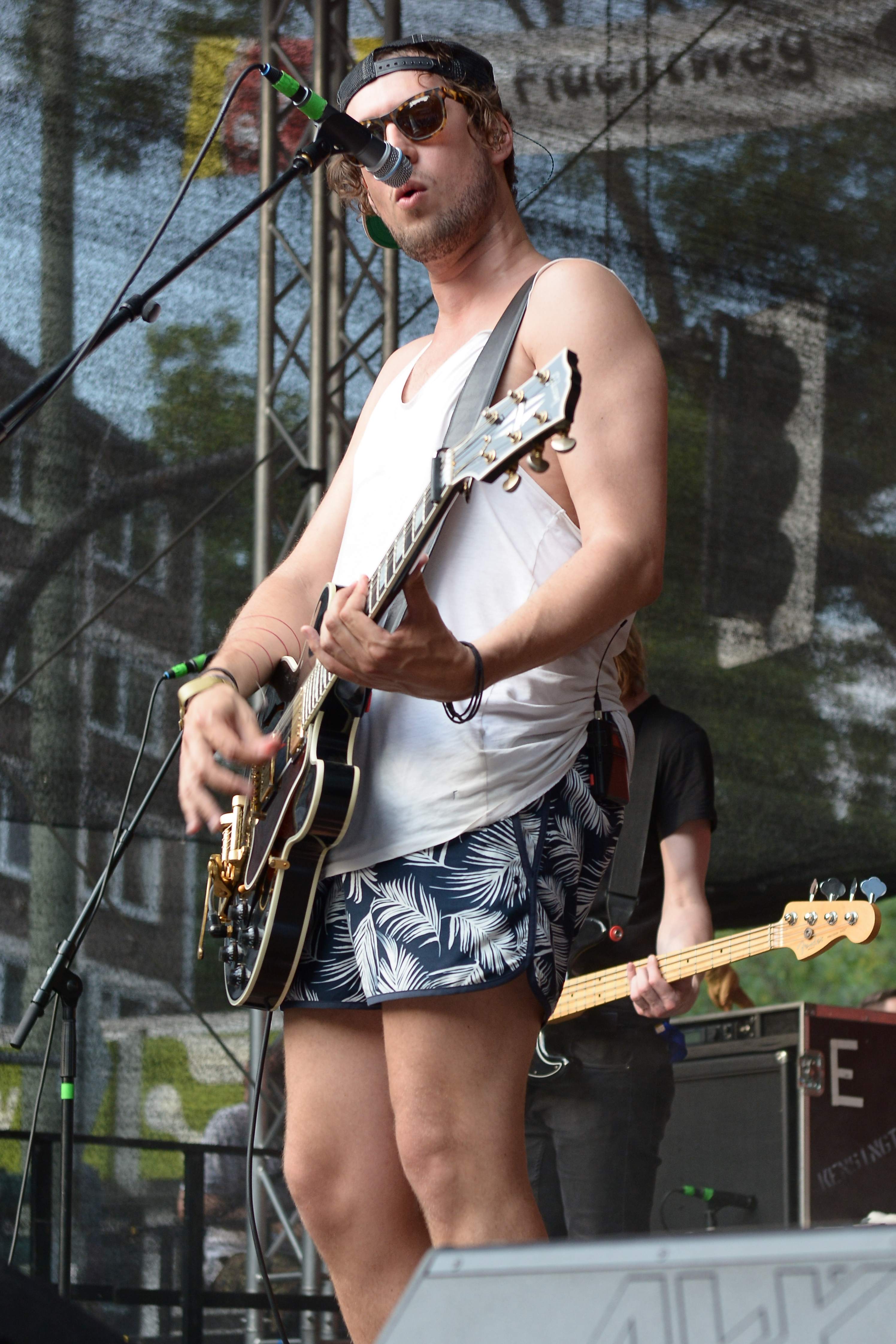
Eloi Youssef
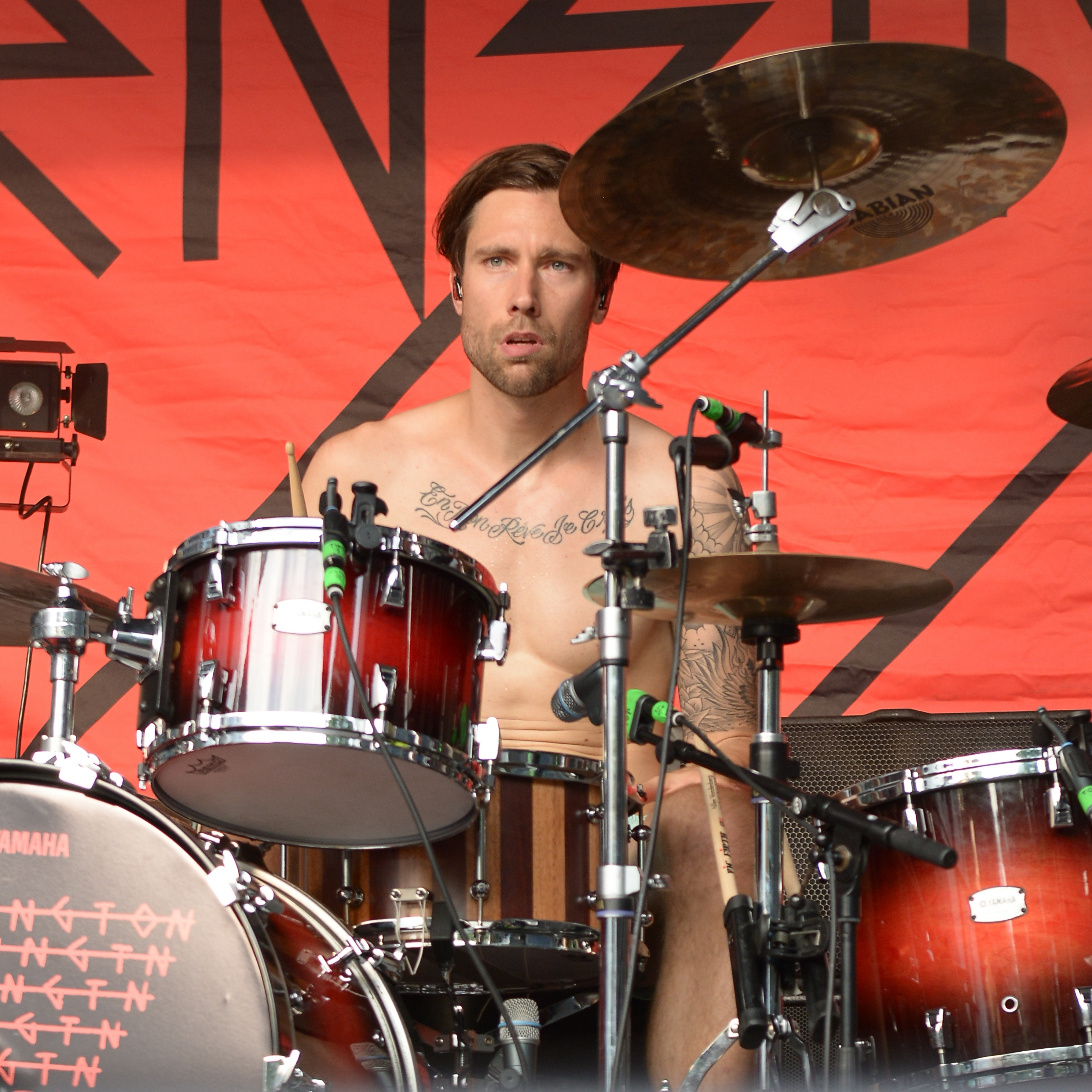
Niles Vandenberg
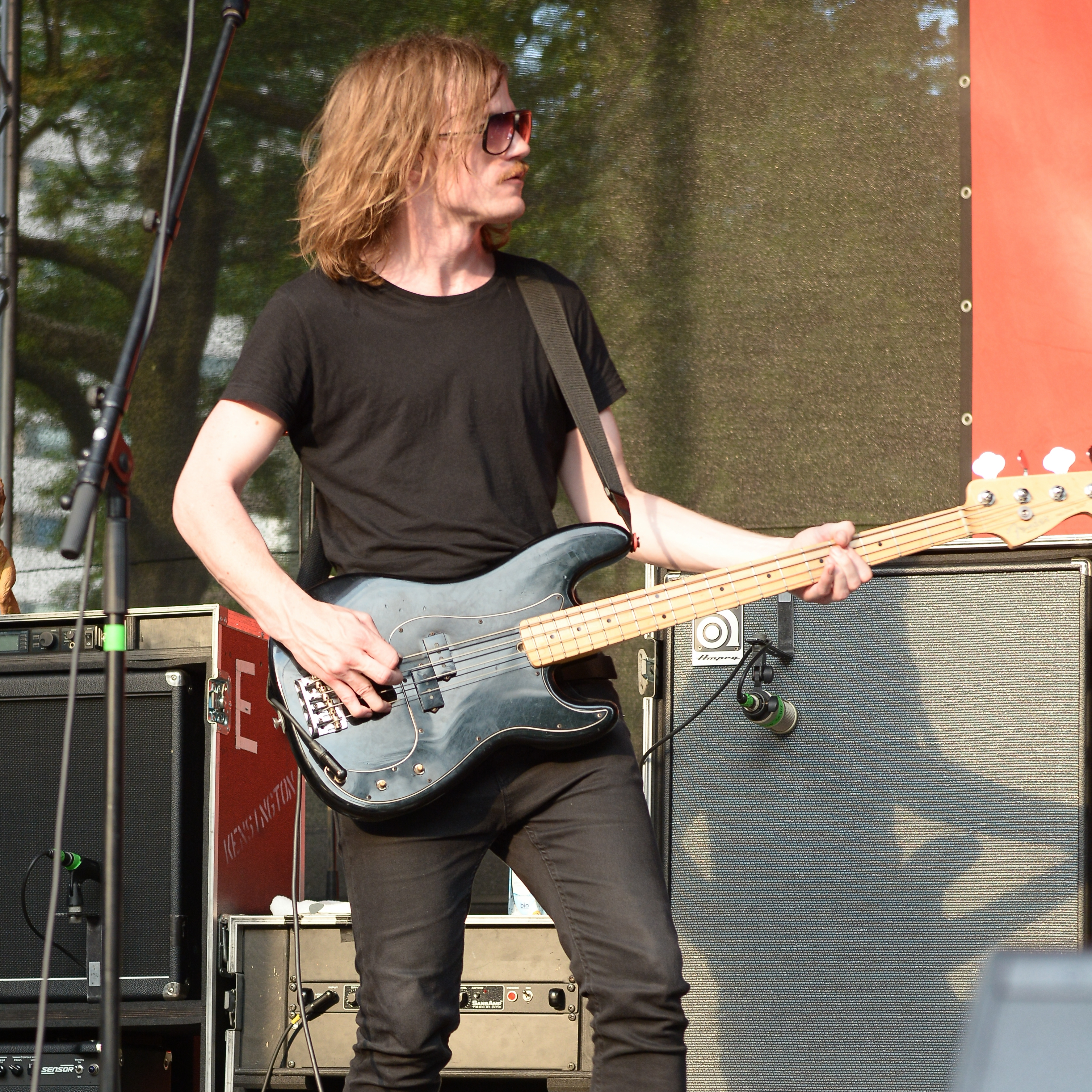
Jan Haker

## Discografia
- 2010 – Borders
- 2012 – Vultures
- 2014 – Rivals
- 2016 – Control
- 2019 – Time